# St. Marien (Simmershausen)

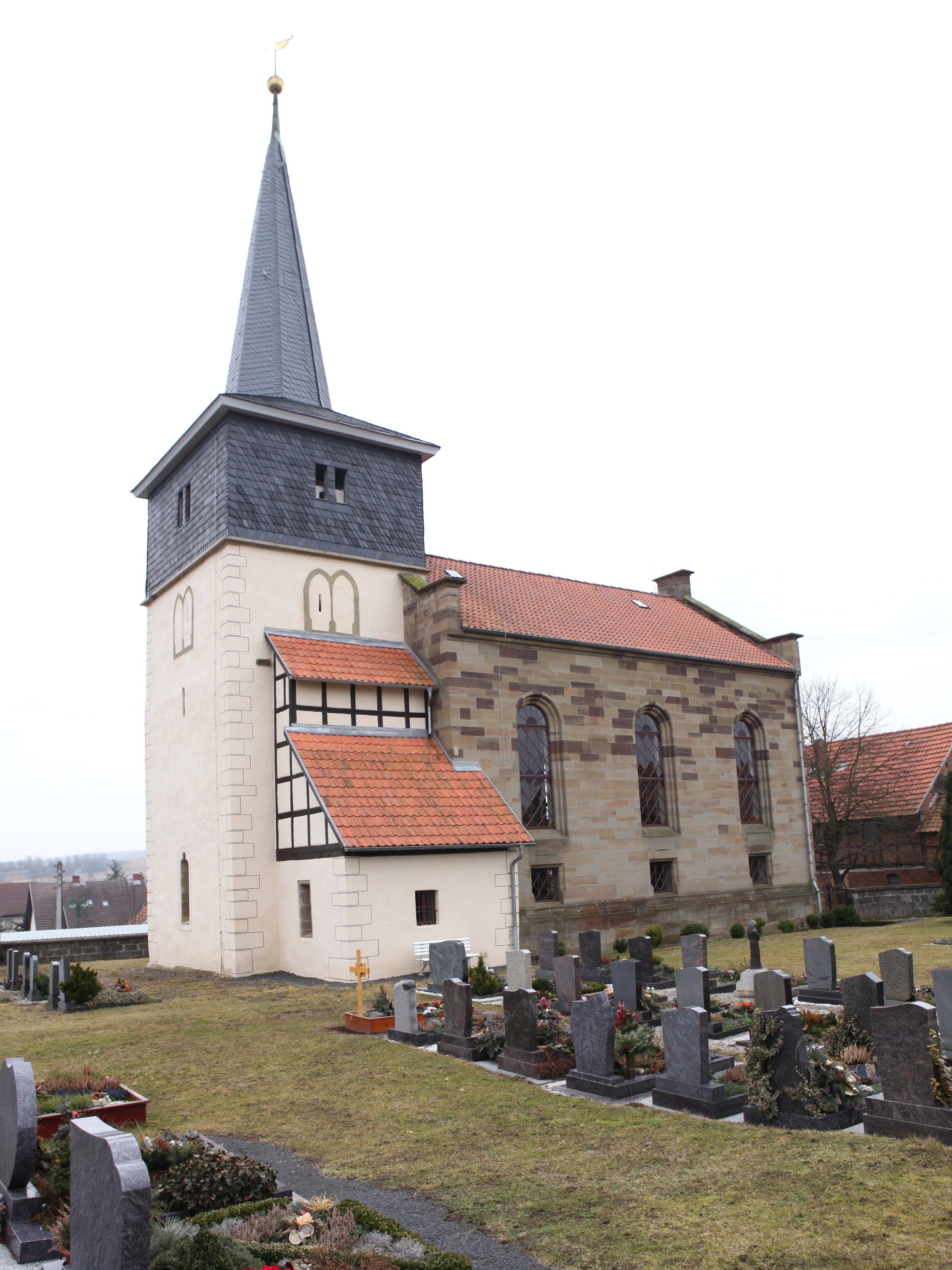
Simmershausen, Kirche St. Marien, Nordseite

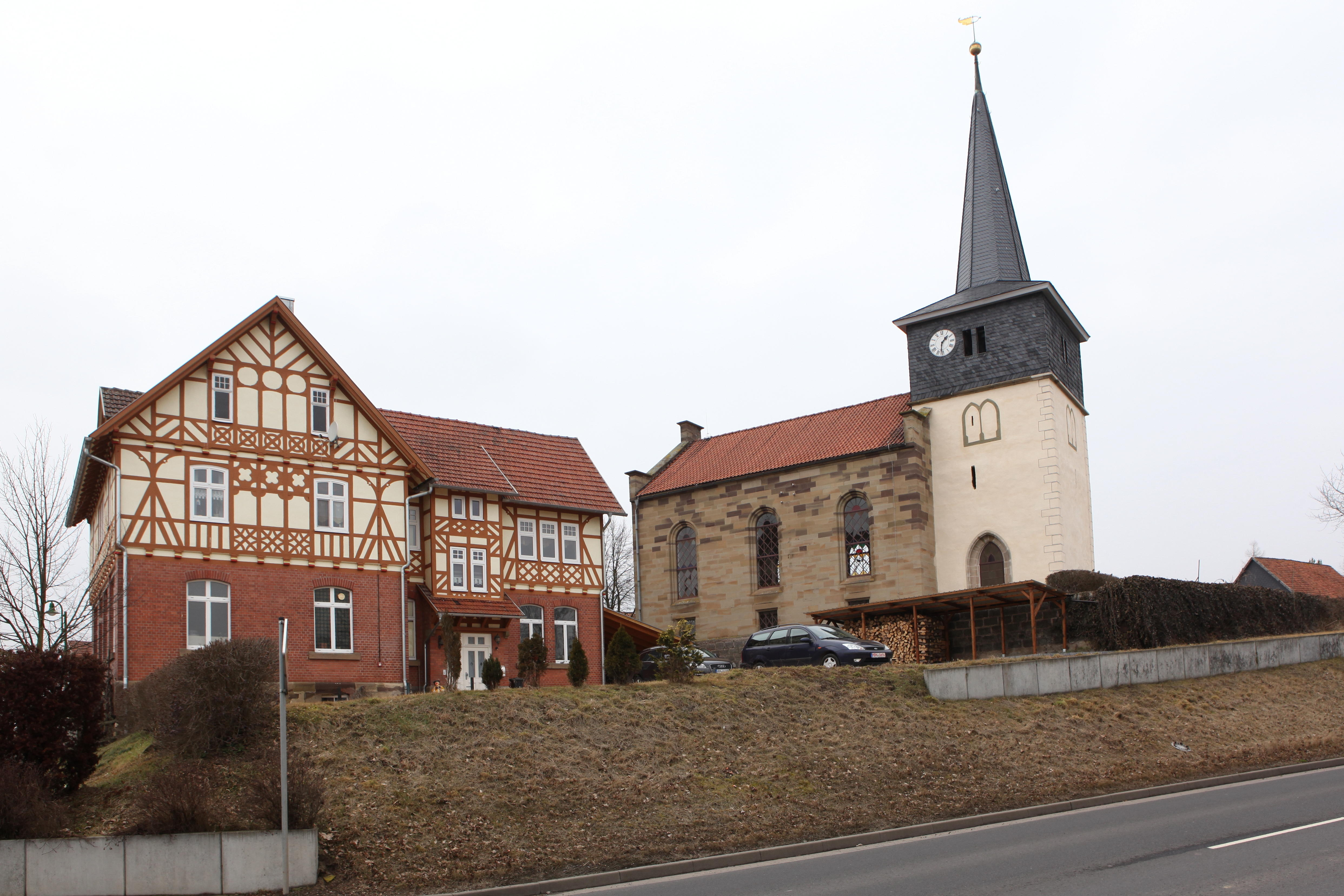
Südseite mit ehemaligem Schulhaus

Die evangelisch-lutherische Kirche St. Marien im Ortsteil Simmershausen der Kleinstadt Römhild im Landkreis Hildburghausen (Thüringen) stammt im Kern aus dem Jahr 1514. Die denkmalgeschützte Chorturmkirche steht ortsbildprägend auf einer Erhebung.

## Geschichte
Eine Inschrift mit der Jahreszahl 1514 weist auf eine Kapelle hin, die im unteren Teil des Turmes aufgegangen ist. Das spätgotische Kreuzgewölbe im Altarraum entstand wohl entsprechend der Jahreszahl 1697 an der Sakristei im Rahmen eines Um- und Neubaus. 1859 wurde der alte, schiefe Kirchturm zurückgebaut und durch einen 12 Meter hohen Neubau ersetzt. 1881/82 folgte schließlich der Bau eines neuen Kirchenschiffes im neugotischen Stil. Drei Rundbogenfenster mit Gewänden an den Längsseiten und ein Eingangsportal an der Giebelseite gliedern die Außenwände des Langhauses, das durch einen gotischen Triumphbogen, mit einem eingelegten Rundstab verziert, vom Kirchturm getrennt ist. Der Innenraum erhielt eine Empore und wird von einer Flachdecke überspannt.
1959 wurde unter der Orgelempore ein Gemeinderaum eingebaut. Eine umfangreiche Innenrestaurierung erfolgte 1974 bis 1982 und wurde durch eine Wiedereinweihung abgeschlossen.

## Ausstattung
Die aus Sandstein gehauene Kanzel trägt die Jahreszahl 1601 und ist mit Reliefs der vier Evangelisten an den Seitenteilen verziert. Deren Ausmalung mit grüner Ölfarbe erfolgte wohl, wie die bemalte Holzauskleidung des Altarraums, im Jahr 1882. Die Orgel (hinter einem Prospekt des Römhilder Orgelbauers Johann Heinrich Schmidt aus dem Jahr 1824) wurde vom Schmiedefelder Theodor Kühn 1881 – unter Verwendung einiger Pfeifen der Vorgängerorgel von Caspar Schippel aus dem Jahr 1711 – erbaut. Sie hat 14 Register auf zwei Manualen und Pedal.
Der Kirchturm hat einen verschieferten Spitzhelm, aus zwei aufeinander gesetzten Pyramiden bestehend, und ist insgesamt 31 Meter hoch. In ihm hängen zwei Glocken, die 1920 und 1950 gegossen wurden.